# Kaplica Skotnickich na Wawelu

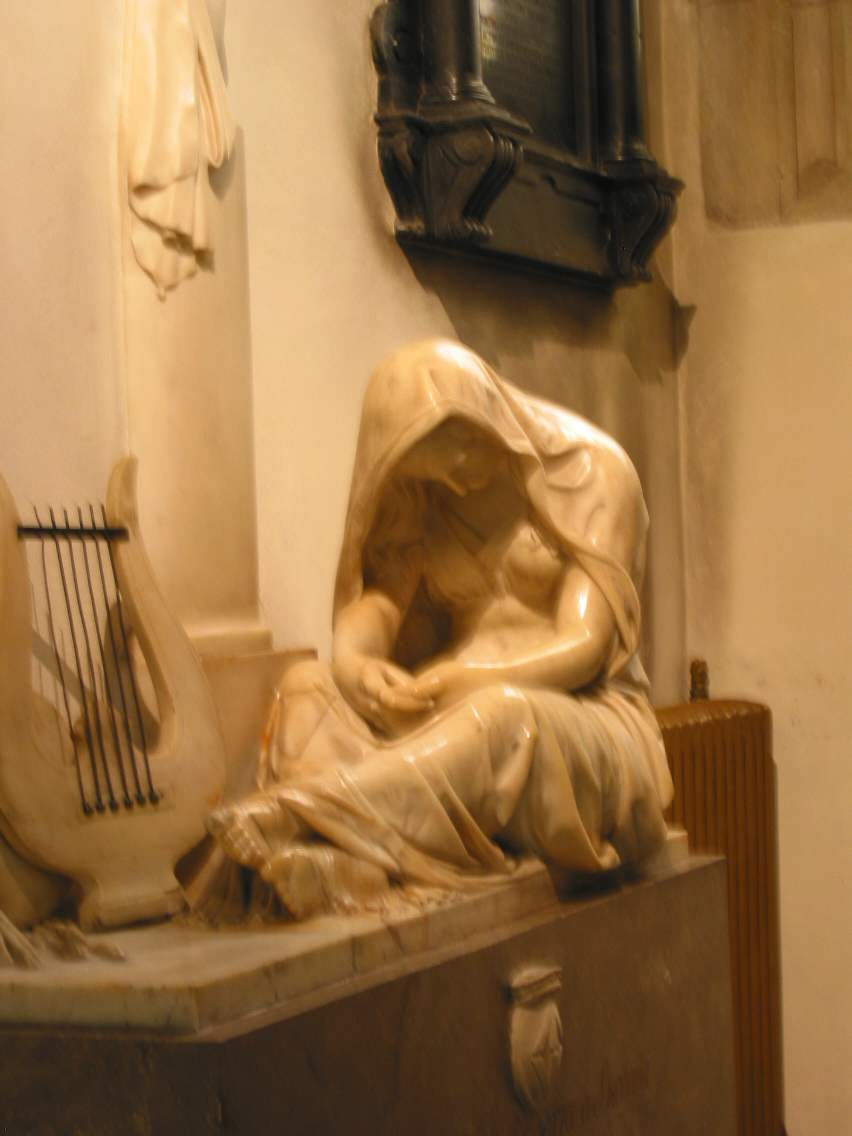
Pomnik nagrobny Michała Skotnickiego

Kaplica pod wezwaniem św. Wawrzyńca, zwana Skotnickich oraz Skarszewskiego – rzymskokatolicka świątynia o charakterze zabytkowym, należąca do parafii archikatedralnej św. Stanisława i św. Wacława w Krakowie. Jest jedną z kaplic publicznych bazyliki archikatedralnej św. Stanisława BM i św. Wacława w Krakowie na Wawelu. Znajduje się przy północnym ramieniu ambitu, pomiędzy kaplicą Lipskich (od zachodu), a kaplicą Zebrzydowskiego (od wschodu).

## Historia
Obiekt zbudowano w 1339 r. sumptem Jarosława Bogorii Skotnickiego – archidiakona krakowskiego, a późniejszego arcybiskupa gnieźnieńskiego. W 1540 r. wstawiono płytę nagrobną kanonika Stanisława Rożnowskiego, odlaną w Krakowie przez Jorga Algajera z Ulm. 16 września 1623 r. biskup krakowski Marcin Szyszkowski wysłał list do kapituły, w którym napisał o swoim zamiarze przebudowania kaplicy na swoje mauzoleum, łącząc ją z sąsiednią – późniejszą kaplicą Lipskich. Po rezygnacji ze swoich planów, projektu przerobienia budowli podjął się scholastyk kapitulny Stanisław Skarszewski oraz oficjał Jan Zerzyński. Do odnawiania obiektu przystąpiono pod koniec 1623 r., a roboty ukończono w 1625 r. Po śmierci Skarszewskiego przybyło jego epitafium, które sprawił Mikołaj Skarszewski (stolnik sandomierski). W 1626 r. na kracie zawieszono miedzianą tablicę w kształcie tarczy z herbami Janina, Rawicz, Ciołek i Kosy, a także drewnianą tabliczkę z napisem Capella Skarszeviana. W 1636 r. kanonik Jan Skarszewski ufundował nowy ołtarz drewniany z czterema kolumnami i obrazem Jezus Ukrzyżowany. Kolejny ołtarz oraz portal projektu Franciszka Placidiego, ufundowano w 1761 r. Obrazy do ołtarza namalował Walenty Janowski. W 1811 r. sumptem Elżbiety Skotnickiej z Laśkiewiczów wzniesiono pomnik Michała Skotnickiego, dłuta Stefano Ricciego.

## Architektura
Obiekt założony został na rzucie kwadratu. Do kaplicy wiedzie barokowy portal z marmuru dębnickiego. Półkolistą, oprofilowaną arkadę flankują pilastry, ustawione na cokołach. Trzony kolumn oraz przyłucza arkady inkrustowane są różowym marmurem paczółtowickim, natomiast na wolutowych kapitelach znajduje się ornament, przypominający liście akantu. Na pilastrach wspiera się przełamane belkowanie z przerywanym segmentowym przyczółkiem, zakończonym wolutami. Umieszczoną pośrodku nasadę również wieńczy przełamane belkowanie z segmentowym przyczółkiem, zakończonym krzyżem łacińskim. We wnętrzu, przy ścianie wschodniej usytuowany jest późnobarokowy ołtarz, opatrzony w obrazy Hołd Pasterzy i Św. Piotr Apostoł. W kaplicy znajduje się również epitafium Stanisława Skarszewskiego, wykonane z czarnego marmuru i brązu. Tablica ta składa się z portretu zmarłego, malowanego na blasze, ujętego kolumnami. Inne epitafium wspomina Jakuba Górskiego – rektora Uniwersytetu Jagiellońskiego. Pod oknem, na ścianie północnej umieszczono brązową, renesansową płytę nagrobną Tomasza Różnowskiego. Przy ścianie zachodniej usytuowany jest także klasycystyczny nagrobek malarza Michała Skotnickiego. Na cokole z czerwonego marmuru znajduje się rzeźba z białego marmuru. Przedstawia ona postać żałobnicy, siedzącej obok złamanej kolumny, zwieńczonej urną. U jej stóp leżą pędzle, paleta oraz lira.